# Голокост в Албанії
Голокост в Албанії — переслідування і знищення євреїв на території Албанії в період Голокосту нацистами та їх союзниками в рамках політики остаточного розв'язання єврейського питання. В окупованій спочатку Італією, а потім Німеччиною Албанії і приєднаних до неї областях, сотні євреїв були депортовані в табори смерті та вбиті.

## Євреї в Албанії до війни
Згідно із переписом населення станом на 1930 рік в Албанії проживало 34 єврея. У 1937 році була зареєстрована єврейська громада у кількості 300 осіб.
Албанія була дуже толерантною до євреїв країною. В 1934 році посол США в Албанії Герман Бернштейн писав:
В Албанії немає і слідів дискримінації євреїв, на сьогодні це одна з небагатьох країн Європи, де не існує релігійних упереджень та ненависті, хоча сама Албанія — країна трьох релігій.
За даними Енциклопедії Катастрофи, напередодні Другої світової війни в Албанії проживало близько 600 місцевих євреїв та близько 400 біженців з Німеччини та Австрії. Частина з них намагалася через Албанію потрапити до Палестини. Албанське посольство в Берліні продовжувало видачу віз євреїв до кінця 1938 року.
Деякі євреї Сербії і Хорватії також змушені були втікати до Албанії, де разом із албанськими євреями знаходились під контролем італійської влади. Даніель Романовський наводить такі цифри: в Албанії жили 204 єврея згідно останнього передвоєнного перепису, яку Романовський вважає неточною і близько 500 євреїв, включаючи біженців, які проживали в приєднаних до Албанії областях. Крім цього були євреї-біженці, які прибули безпосередньо в саму Албанію. Таким чином, загальна чисельність євреїв на території так званої «Великої Албанії» складала близько 1000 осіб.
У 1927 році більшість албанських євреїв жили в місті Корча на південно-сході країни. Після 1938 року біженці з Німеччини та Австрії селилися в Тирані і Дурресі.

## Італійська окупація

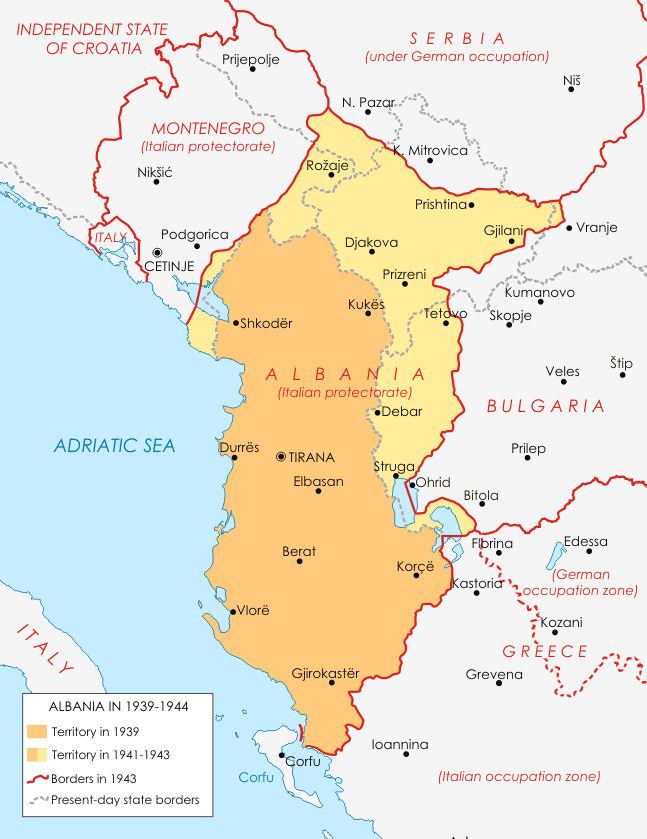
Карта Албанії в період Другої світової війни

В 1930 році Албанія перебувала під сильним італійським впливом. 25 березня 1939 року, італійський диктатор Беніто Муссоліні висунув ультиматум королю Албанії Зогу I з вимогою прийняття італійського військового протекторату. Після відмови короля, 7 квітня 1939 р. відбулося вторгнення  італійських військ на територію Албанії та її окупація. Таким чином, Італія відновила існував у період Першої світової війни протекторат над Албанією. Після окупації Італією частини Югославії в 1941 році до протекторату були приєднані югославські території, населені албанцями, зокрема, Косово.
Частина біженців і близько 200 місцевих євреїв були інтерновані в транзитному таборі Кавайє, проте німцям їх не видавали, а деякі албанські чиновники допомагали євреям, видаючи підроблені посвідчення особи.
У 1941—1942 роках євреї, що втекли з Сербії (в основному з Белграда), а також біженці з Німеччини, Австрії та Польщі жили в Приштині, Прізрені та Феріжаї (Урошеваце) — під італійським управлінням. В Косово около 150 евреев подверглись «превентивному аресту». У Косово близько 150 євреїв були піддані «превентивному арешту». Італійська окупація проіснувала до виходу Італії з війни у вересні 1943 року і до цього часу італійські військові не видавали євреїв . Як виняток, згадується випадок видачі італійськими карабінерами німцям в Приштині 14 березня 1942 року за різними даними 51 або 60 єврейських біженців, які згодом були вбиті в таборі Саймиште.

## Німецька окупація
Після виходу Італії з війни у вересні 1943 року німецькі війська окупували майже всю територію Албанії.
У квітні 1944 року євреї в кількості 281 чоловік були арештовані в Пріштіні солдатами албанської дивізії СС «Скандербег» і потім депортовані німцями в табір Берґен-Бельзен. Всього з Албанії понад 400 євреїв було депортовано в Берґен-Бельзен, в живих залишилося близько 100 албанських євреїв. Існують твердження, що албанці врятували майже всіх євреїв, однак Даніель Романовський вказує, що із загального числа євреїв, що опинилися на території так званої «Великої Албанії», загинуло дві третини. За оцінкою Герхарда Грімма, за майже 14 місяців німецької окупації з «Великої Албанії» був депортований 591 єврей.
Вважається, що ключову роль в албанському Голокості зіграв міністр внутрішніх справ коллабораціоністського уряду Джафер Діва, що оголосив джихад проти євреїв, циган і слов'ян і організував депортації в нацистські концтабори. (В той же час, деякі дослідники стверджують, ніби Джафер Діва і його соратник Аго Агай не були прихильниками геноциду і запобігли знищення нацистами декількох тисяч чоловік.)
Деякі євреї пішли в партизанські загони, які боролися з окупантами. Пепе Біро Кантос був у партизанському загоні, а після війни став одним з найбільш високопоставлених офіцерів албанської армії. Також серед партизан були Даріо Жак Артити, Давид Коен, Рубен Жак, Йозеф Бивас та інші.

## Допомога євреям
Багато албанців надавали допомогу євреям і рятували їх від депортацій. Студент Рефік Веселі врятував сім'ю єврейських біженців Мандиль з Югославії. Моше Мандель відкрив в Албанії фотомагазин і найняв 16-річного Рефика. Коли після німецької окупації у вересні 1943 року над Манделем, його дружиною і дітьми нависла загроза депортації, Веселі сховав дорослих, а дітей видавав за мусульман до звільнення Албанії. Батьки Рефика ховали в своєму селі не тільки дорослих з родини Мандиль, але й інших євреїв. Допомагав євреям навіть прем'єр-міністр маріонеткового уряду Мустафа Мерліка-Кру
. Всього станом на 1 січня 2016 року в Албанії 75 чоловік за порятунок євреїв визнані праведниками світу ізраїльським Інститутом Катастрофи і героїзму Яд ва-Шем. Ставлення албанців до порятунку євреїв дослідники пояснюють кодексом честі «Біса», який вимагає надавати допомогу гостю, не допускаючи його видачі ворогам.

## Пам'ять про Голокост
До 1990 року через політичну та культурну закритість Албанії ніяких досліджень історії євреїв в ній не проводилося. Перша наукова стаття по темі албано-єврейських відносин воєнного періоду була опублікована істориком Апостолом Котані (англ. Apostol Kotani) в 1990 році, а його монографія на цю тему вийшла тільки в 1995.
У травні 2008 року в Тирані пройшла наукова конференція з історії спасіння албанських євреїв, організована Інститутом дослідження Голокосту імені Фінклера при університеті Бар-Ілан, історичним факультетом Університету Тирани і Міжнародним інститутом вивчення Голокосту меморіалу «Яд ва-Шем». На початок 2010 року ОБСЄ не мала інформації про наявність в Албанії дня вшанування пам'яті жертв Голокосту.
Наприкінці 2007 року в єрусалимському меморіалі «Яд ва-Шем» відкрилася експозиція, присвячена кільком десяткам албанських «праведників світу». Її основою стали роботи американського фотографа Нормана Гершмана. Аналогічна виставка пройшла в травні 2013 року в Нью-Джерсі (США) Гершман регулярно виступає з презентаціями своєї роботи в Албанії в різних аудиторіях.
У 2009 році Алуш Гаши (англ. Alush Gashi) зняв документальний фільм «Порятунок в Албанії». Однією з героїнь фільму стала доктор Скарлетт Епштейн, врятована албанцями під час війни.
Врятований Рафіком Веселі Гавра Мандиль став відомим фотографом моди і реклами в Ізраїлі і створив ізраїльсько-албанську асоціації дружби.

## Відео
- The Righteous. CBS. 8 листопада 2009. Архів оригіналу за 26 жовтня 2012. Процитовано 2013-6-11.